# Lucrezia Tornabuoni

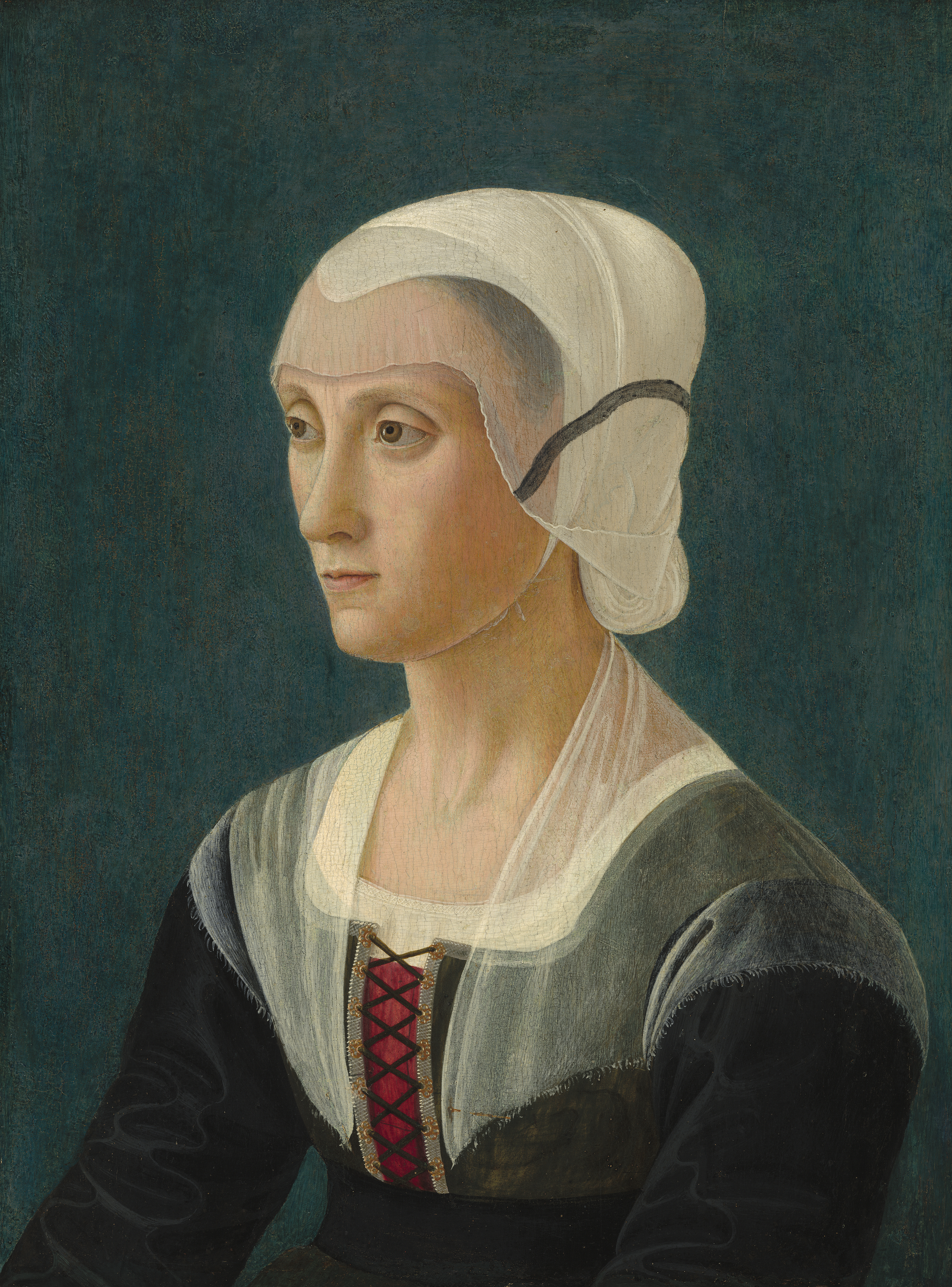
Porträt von Domenico Ghirlandaio

Lucrezia Tornabuoni (* 22. Juni 1427 in Florenz; † 28. März 1482 ebenda) war eine italienische Dichterin, bedeutend auch als Ehefrau des Bankiers und florentinischen Politikers Piero di Cosimo de’ Medici.

## Leben

### Herkunft
Lucrezia wurde als Tochter von Francesco di Simone Tornabuoni (1377–1436) und dessen zweiter Ehefrau Nanna di Niccolo di Luigi Guicciardini († 1446) geboren. Francesco di Simone Tornabuoni war bereits seit 1400 in erster Ehe mit Selvaggia Alessandrini (* nach 1384; † 1410) verheiratet. 1411 vermählte er sich mit seiner zweiten Ehefrau. Da Lucrezia erst 1425 geboren wurde, muss ihre Mutter Nanna di Niccolo di Luigi Guicciardini gewesen sein, obwohl einige Quellen auf Selvaggia Alessandrini hinweisen. Ihr Bruder war der Kaufmann, Bankier und langjährige Vorstand der Medici-Bank Giovanni Tornabuoni (* 22. Dezember 1428; † 17. April 1497).
Bereits im 13. Jahrhundert hatten die Tornabuoni auf alle Privilegien einer hochadligen Familie verzichtet, um als einfache Bürger in die Signoria von Florenz gewählt zu werden. Sie fühlten sich jedoch in ihrem elitären Bewusstsein verpflichtet, weiterhin die Kirche finanziell zu unterstützen und Wissenschaftler und Künstler zu fördern. Die Florentiner gedenken heute noch mit der in der Altstadt gelegenen Straße „Via de’ Tornabuoni“ der ehemals einflussreichen Familie. Die zwischen 1485 und 1490 von Domenico Ghirlandaio geschaffenen Fresken für die Capella Tornabuoni in der Kirche Santa Maria Novella wurden von Lucrezias Bruder Giovanni finanziert. Giovanni war Schatzmeister des Papstes Sixtus IV. und leitete seit 1465 die Filiale der Medici-Bank in Rom, ehe er 1484 in die Direktion der Bank aufstieg.

### Ehe, Familie und Nachkommen
Am 3. Juni 1444 vermählten sich Lucrezia Tornabuoni und Piero de’ Medici in Florenz, wobei sie ihren Mädchennamen beibehielt, um als Ehefrau eines Medici nichts von der Geltung und dem Ansehen einer Tornabuoni einzubüßen. Als Angehörige des Adels wertete sie durch ihre Eheschließung das Prestige der bürgerlichen Medici erheblich auf.
Pieros Vater Cosimo de’ Medici hatte ursprünglich versucht, seinen Sohn mit der Tochter von Francesco Guido, dem Grafen von Poppi, zu verheiraten. Nachdem dieses Vorhaben gescheitert war, bemühte sich seit 1443 der bereits gichtkranke Piero um die schöne und geistvolle Lucrezia, deren Familie den Medici bis dato nur freundschaftlich verbunden war.
Die Ehe zwischen Lucrezia und Piero war glücklich. Lucrezia erwies sich als treue und weise Gefährtin ihres energischen und staatsklugen Ehemannes, der jedoch aufgrund seiner Erkrankung und Invalidität am Ende seines Lebens verbitterte. Sie agierte, wie die meisten zeitgenössischen, adligen und bürgerlichen Frauen Italiens, hinter den Kulissen und wird als lebenskluge, fromme Frau beschrieben, die hohe Intelligenz mit häuslichen Tugenden und Herzenswärme verband.
Lucrezia Tornabuoni und Piero de’ Medici haben folgende gemeinsame Kinder:
- Bianca de’ Medici (* 10. September 1445 in Florenz; † 20. Juli 1505), war seit 1459 mit Guglielmo Pazzi (1437–1516) verheiratet, dessen Familie nach der Pazzi-Verschwörung von 1478 aus Florenz verbannt wurde.
- Lucrezia, genannt Nannina, de’ Medici (* 14. Februar 1448 in Florenz; † 14. Mai 1493) war seit dem 8. Juni 1466 mit dem Humanisten Bernardo Rucellai (1449–1514) verheiratet.
- Lorenzo der Prächtige (* 1. Januar 1449 in Florenz; † 8. April 1492 in Florenz), war seit 1469 mit Clarice Orsini (1453–1488) verheiratet.
- Giuliano I. de’ Medici (* 28. Oktober 1453 in Florenz; † 26. April 1478 in Florenz – als Opfer der Pazzi-Verschwörung), sein von Fioretta Gorini postum geborener Sohn Giulio (1478–1534) wurde 1523 als Clemens VII. Papst. Botticelli verwendete die Gesichtszüge von Fioretta und Giuliano auf seinem 1483 geschaffenen Gemälde „Venus und Mars“.
- Zwei weitere (nach 1453 geborene) Kinder, die als Kleinkinder verstarben.
- Zusätzlich zog Lucrezia Tornabuoni Maria, die illegitime Tochter ihres Mannes mit ihren leiblichen Kindern auf. Maria de’ Medici (1455–1479) heiratete Leonetto de’ Rossi und wurde Mutter des späteren Kardinals Luigi de’ Rossi (1474–1519).

Aufgrund ihrer beidseitigen labilen Gesundheit entschieden sich Piero und Lucrezia nach dem Tod ihrer zwei jüngsten Kinder ganz bewusst dafür, keine weiteren Kinder mehr zu wollen. Lucrezia kümmerte sich um die Erziehung und Ausbildung ihrer Kinder und überwachte später die Erziehung und Ausbildung ihrer Enkel. Sie sorgte dafür, dass nach dem Tod ihrer Tochter Maria und ihres Sohnes Giuliano deren Kinder Luigi de’ Rossi und Giulio de’ Medici im Haushalt ihres ältesten Sohnes Lorenzo aufwuchsen. Ihrem Ratschlag folgend, entschied sich Lorenzo de’ Medici für eine kirchliche Laufbahn seiner beiden Ziehsöhne und seines zweiten leiblichen Sohnes Giovanni (1475–1521), der 1513 unter dem Namen Leo X. Papst wurde.
Zu den Nachfahren der Lucrezia Tornabuoni zählen neben den bereits genannten Päpsten Leo X. und Clemens VII. auch der Papst Leo XI.  sowie die französischen Königinnen Katharina und Maria de’ Medici. Die Herzöge und Großherzöge der Toskana von 1531 bis 1737 sind ebenfalls Nachkommen der Lucrezia Tornabuoni.

## Politische Aktivitäten
Nach dem Scheitern des 1465/66 gegen die Medici-Herrschaft gerichteten Aufstands von Luca Pitti (1398–1472), Diotisalvi Neroni (1401–1482), Niccolò Soderini und Angelo Acciaioli di Cassano († nach 1467) bemühte sich Letzterer 1467 in Rom um Unterstützung für die Aufständischen. Aus diesem Grund schickte Piero de’ Medici seine Frau nach Rom, um für die Sache der Medici zu werben. Untergebracht war sie im Hause ihres Bruders Giovanni, der seit 1465 die römische Filiale der Medici-Bank leitete. Von hier aus sollte sie auch Ausschau nach einer geeigneten Braut für Lorenzo halten. Obwohl Acciaioli Lucrezias Aktivitäten Rom mit Misstrauen verfolgte und gegen sie agierte, konnte sie den Kardinal Latino Orsini aus dem Zweig der Herren von Braccianto für die Sache der Medici gewinnen. Lucrezia überzeugte den Kardinal, dass dessen Nichte Clarice die geeignete Ehefrau für ihren Sohn Lorenzo wäre.
Sie hat Clarice zum ersten Mal in der Peterskirche zu Rom gesehen und einen sehr guten Eindruck von ihr bekommen. Ihrem Mann schrieb sie über die Tochter von Jacopo Orsini, des Herren von Monterotondo und dessen Ehefrau Maddalena Orsini, der Schwester des Kardinals: „Das Mädchen ist mehr mittelgroß und hat eine reine Haut und angenehme Manieren. Sie mag nicht so schön sein, wie unsere Töchter, aber sie wirkt sehr bescheiden. Sie ist keine Blondine, solche Mädchen gibt es hier nicht. Ihr starkes, dunkles Haar hat einen rötlichen Schimmer. Ihr Gesicht ist ziemlich rund, aber nicht so, dass es stört. Der Hals ist recht schön, wenn auch eher dünn, oder, sollte man vielleicht sagen, zart. Ich konnte ihre Brüste nicht sehen, weil man sie hier ganz bedeckt, aber so weit ich erkennen konnte, sind sie wohlgeformt. Die Hände sind sehr lang und schlank. Im ganzen scheint das Mädchen weit über dem Durchschnitt. Aber mit Maria, Lucrezia und Bianca kann man sie nicht vergleichen.“
Piero war mit Lucrezias Wahl einverstanden. Die Braut war nicht nur reich, sie bot auch die Möglichkeit eines Bündnisses mit einer Familie der römischen Aristokratie. Das Bündnis zwischen den beiden Familien erwies sich im 15. und 16. Jahrhundert für beide Familien als vorteilhaft, so dass in Zukunft noch mehrere Ehen zwischen Angehörigen der beiden Familien geschlossen wurden. Allerdings billigte ein Teil der florentinischen Familien diese Heirat nicht, da es nicht Brauch war, ein „fremdes“ Mädchen zu heiraten. Trotzdem hielten Piero und Lucrezia an ihrem Vorhaben fest, da eine Ehe Lorenzos mit einem einheimischen Mädchen Feindseligkeiten und Zwietracht innerhalb der städtischen Oberschicht verursacht hätten. Die Ehe zwischen Lorenzo und Clarice wurde in Abwesenheit beider Partner am 10. Dezember 1468 in Pisa geschlossen.
Um die Florentiner mit seiner Heirat zu versöhnen, richtete Lorenzo am 7. Februar 1469 ein in ganz Italien beachtetes Turnier auf der Piazza Santa Croce aus. Der junge Medici kleidete sich bei dem Turnier in den Farben seiner Jugendliebe, des florentinischen Mädchens Lucrezia Donati (1447–1501), die er zur Königin des Turniers erhoben hatte. Clarice selbst kam erst am 4. Juni 1469 in Florenz an, nachdem sie von ihrem Schwager Giuliano von Rom aus abgeholt wurde. Lorenzo reiste auf Anraten seiner Eltern nicht nach Rom, da die politische Lage zu viele Gefahren für ihn barg.
Nach dem Tod ihres Mannes Piero am 3. Dezember 1469, aber vor allem in den Wochen nach der Pazzi-Verschwörung vom 26. April 1478 behauptete sich Lucrezia als Lorenzos wichtigste Beraterin. Lorenzo schrieb nach dem Tod seiner Mutter († 25. März 1482) an den Herzog von Ferrara, dass er „im Kummer ertränkt“, nicht nur seine Mutter verloren habe, sondern „seine einzige Zuflucht in vielen Nöten und die Labsal all seiner Mühen“. Ebenso wurde Lorenzo gemahnt, „sich vor Verschwörungen zu hüten, nun, da Eure Mutter Euch nicht mehr davor bewahren kann, wie sie es zu tun pflegte“.

## Gesellschaftliche Bedeutung
Lucrezia Tornabuoni wird als musisch gebildete, tief religiöse Frau geschildert, die Stil und Sitte vereinte. Sie scharte Künstler unter dem Schutz der Medici um sich und förderte diese, darunter Angelo Poliziano, welcher ihre Enkel unterrichtete, und sogar den spöttischen Freigeist Luigi Pulci.
Obwohl Piero de’ Medici nur von 1464 bis 1469 die politische Macht in Florenz ausübte, fanden in diesen fünf Jahren mehr literarische Zusammenkünfte statt als in den dreißig Jahren der Herrschaft Cosimos des Alten. Dies lag vor allem an Lucrezia Tornabuoni, die als eine der Ersten forderte, dass Frauen der florentinischen Oligarchie die gleichen Rechte und Freiheiten wie Männer zu beanspruchen hätten, und der es schließlich gelang, diese Frauen aktiver am kulturellen Leben zu beteiligen.
Ihr Schützling, der Humanist Girolamo Benivieni, versuchte Lucrezia zu bewegen, Maßnahmen zum Erhalt von Sitte und Moral zu erlassen, da seiner Meinung nach Florenz einem zweiten Sodom gleiche. Benivienis Behauptung war eine versteckte allgemeine Kritik an das zügellose Liebesleben der jungen Angehörigen der Oberschicht. Sie war aber auch als eine offene, persönliche Warnung an Lucrezia gedacht, da ihre Söhne mit ihren Affären mit verheirateten Frauen und unverheirateten Mädchen für mannigfaltige Stadtgespräche und in einigen Familien für Unmut sorgten. Ebenso kritisierte Benivieni Lucrezias Duldung von Homosexuellen wie ihren Neffen Leonardo Tornabuoni. Trotz dieser Mahnungen blieb Lucrezia bei ihrer toleranten Haltung; sie forderte jedoch von ihren Angehörigen und Schützlingen, die notwendige Diskretion zu wahren und den Wünschen und Verpflichtungen ihrer Familien nachzukommen.
Im Gegensatz zu ihren Söhnen Lorenzo und Giuliano, die ihren Reichtum offen zur Schau trugen, schätzte Lucrezia noble Zurückhaltung im Sinne von Cosimo und Piero de’ Medici. Lorenzo und Giuliano veranstalteten jedoch jede Menge glänzender Turniere. Sie boten den Bürgern von Florenz rauschende und prächtige Feste, so dass die Schaulust der Massen befriedigt wurde. Gleichzeitig erregten sie Missgunst und Neid der anderen reichen Familien, vor allem der Pazzi und Soderini, deren Reichtum mit dem Medici vergleichbar war, die aber die enormen Ausgaben für den gleichen Prachtaufwand und den offenen Wettbewerb scheuten. Lucrezias Warnungen blieben von ihren Söhnen unbeachtet, so dass sich die Unzufriedenheit von Teilen der Oligarchie 1478 in der Pazzi-Verschwörung entlud. Wie bereits ihr Schwiegervater und ihr Mann setzte sich Lucrezia für die Unterstützung von Bedürftigen ein. Die Almosen sollten von den Profiten der Kaufleute finanziert werden.

## Künstlerisches Wirken

### Dichterin und Briefeschreiberin
Lucrezia Tornabuoni schrieb selbst einige Sonette, die überliefert sind, außerdem geistliche Kanzonetten. Sie selbst war auch eine der anerkanntesten Dichterinnen ihrer Zeit. Ihre Verse waren statt in einem steifen Latein in einem volkstümlichen Italienisch verfasst, wofür sie von ihren humanistischen Schützlingen gelobt und bewundert wurde. Damit konnte sie sich erfolgreich gegen das Vorurteil behaupten, nach dem Frauen nicht zu schöpferischen Geistesgaben fähig wären. Ihre humanistischen Schützlinge sahen in den Leistungen der Lucrezia Tornabuoni die Ansicht des Florentiner Novellisten und Dichters Fraco Sacchetti (1335–1400) bestätigt, der bereits im 14. Jahrhundert meinte, „dass der weibliche Verstand schärfer und schneller als der männliche sei“.
Ebenso sind ihre literarischen Interpretationen biblischer Figuren erhalten geblieben. Des Weiteren sind von ihr 49 Briefe aus den Jahren von 1449 bis 1478 erhalten, die heute von enormen kulturhistorischem Wert sind, da Lucrezia in ihren Briefen einerseits die Mentalität der kaufmännischen Oligarchie beschrieb, andererseits sich auch als Expertin für Politik, Rechnungswesen, Philosophie und klassische Literatur zu erkennen gab.

### Mäzenin
Lucrezias Lieblingsmaler war Sandro Botticelli, dem sie nicht nur selbst viele Aufträge vergab, sondern auch Aufträge vermittelte. Botticelli malte nach ihren Anregungen im Jahr 1469 seine „Anbetung der Heiligen drei Könige“, in der er nicht nur die Heilige Familie, sondern auch die Medici verherrlichte. Bereits 1465 beauftragte Piero de’ Medici Botticelli, der damals noch Gehilfe in der Werkstatt Filippo Lippis war, das Gemälde „Madonna del Magnificat“ zu erstellen, auf dem die Schönheit der Gesichtszüge Lucrezias verewigt wurden und auf dem ihre Söhne Giuliano und Lorenzo (im Profil) als Engel zu sehen sind. Nach der Pazzi-Verschwörung vom 26. April 1478, die unter anderem zur Ermordung ihres jüngsten Sohnes Giuliano und ihres Neffen Leonardo Tornabuoni führte, malte Botticelli die gehenkten Verschwörer Francesco de’ Pazzi und den Erzbischof Salviati mit den Köpfen nach unten, da sie seiner Meinung nach nicht bestialisch genug bestraft wurden. Lucrezia Tornabuoni und Lorenzo de’ Medici bedankten sich persönlich bei Botticelli und zahlten ihm vierzig Gulden für jedes der beiden Bilder.
Neben Botticelli wurde von Lucrezia und Piero der Maler Filippo Lippi geschätzt, dessen Hauptwerk zwar in Prato geschaffen wurde, der aber oft in Florenz arbeitete. Lucrezia ermöglichte 1472 Lippis Sohn Filippino eine Ausbildung in der Werkstatt Botticellis, die dieser dank der Unterstützung der Medici seit 1470 führte.
Ein weiterer Maler, der von Lucrezia beziehungsweise von den Tornabuoni gefördert wurde, war Domenico Ghirlandaio, von dem leider nur sein Spätwerk von 1480 bis 1490 erhalten geblieben ist. Eine Ausnahme sind seine um 1475 geschaffenen Fresken der Capella di Santa Fina in der Kollegiatkirche in San Gimigniano.
Nach dem Tod Pieros († 3. Dezember 1469) beauftragte Lucrezia Tornabuoni Verrocchio, ihren Gatten mit einem würdigen Grabmal zu ehren. Verrocchios Schüler war damals Leonardo da Vinci, der auf Anraten seiner Stiefmutter Francesca über den ihm freundschaftlich verbundenen Botticelli vergeblich versuchte, von Lucrezia gefördert zu werden. Leonardo da Vinci gelang dies nicht, vor allem weil Verrocchio seinen Schüler brauchte, denn er war in den frühen 1470er Jahren mit den Arbeiten an seinem Gemälde „Taufe Christi“ beschäftigt. Deshalb verhinderte er, dass sein wichtigster Schüler Leonardo eine Audienz bei Lucrezia bekäme und eventuell durch ihre finanziellen Zuwendungen unabhängig werden könnte. Durch Vermittlung seines Freundes, Lucrezias Neffen Leonardo Tornabuoni (1452–1478), erlangte da Vinci schließlich doch die Aufmerksamkeit der begehrten Mäzenin. Sie vermittelte ihm einen Auftrag des portugiesischen Königs, der den Sündenfall künstlerisch dargestellt haben wollte. Leonardo vollendete das Werk jedoch nie, er verachtete die „Erbsünde“, empfand Verständnis dafür, dass Gott die ersten Menschen aus dem Paradies vertrieb und sah sich deshalb nicht in der Lage, seinen Auftrag in kunstgerechter Meisterschaft auszuführen.
Lucrezia förderte mittellose Poeten wie Luigi Pulci, der viele Jahre als ihr Hauspoet galt und ihre Töchter und Söhne in Literatur und Philosophie unterrichtete. Ebenso wurde Luigi Pulcis Fähigkeit geschätzt, auf Gesellschaften Verse zu rezitieren, indem er sich über den feierlichen Ernst der „Platonischen Akademie“ lustig machte. Für die Erziehung ihrer Kinder engagierte sie Christoforo Landini. 1473 sorgte Lucrezia dafür, dass Angelo Poliziano in den Haushalt ihres Sohnes Lorenzos aufgenommen wurde, um dessen Kinder nach humanistischen Werten zu erziehen. Dies führte allerdings zu Konflikten mit ihrer Schwiegertochter Clarice Orsini, die auf einer traditionellen Ausbildung ihrer Kinder beharrte.

### Kunstsammlerin
Nach dem Tode Papsts Paul II. († 1471) erwarb Lucrezia dessen reichhaltige Sammlung von Edelsteinen. Lucrezia war so von ihren Brillanten, Saphiren, Rubinen und Smaragden begeistert, dass sie „ihre“ Maler und Bildhauer zu vernachlässigen begann und stattdessen ihr Augenmerk auf das Sammeln weiterer Steine richtete. „Ihren“ Dichtern und Denkern blieb sie aber trotz ihrer neuen Leidenschaft weiterhin verbunden. Nutznießer ihrer Passion waren nun Juweliere, Gold- und Silberschmiede, die sie beauftragte, Fassungen für die Edelsteine zu schaffen oder ihre eigenen Ideen umzusetzen. Lucrezias Sammlung war zum damaligen Zeitpunkt einzigartig, keine andere Familie oder Institution besaß einen nur annähernd so kostbaren Schatz. Da Lucrezia dafür sorgte, dass alle Gegenstände ihrer Sammlung erfasst, registriert und beschrieben wurden, konnten die 1494 geraubten Stücke ihrer Sammlung im 16. und 17. Jahrhundert von den Großherzögen wieder erworben werden.